# Hornmalar
Hornmalar, Ochsenheimeriinae, är en underfamilj av fjärilar som beskrevs av Gottlieb August Herrich-Schäffer, 1857. Hornmalar ingår i familjen höstmalar (Ypsolophidae) ordningen fjärilar (Lepidoptera), klassen egentliga insekter (Insecta), fylumet leddjur (Arthropoda) och riket djur (Animalia). Tidigare fördes hornmalar till en egen familj med det vetenskapliga namnet Ochsenheimeriidae, vilket inte längre är accepterat.

## Dottertaxa till hornmalar, Ochsenheimeriinae, i alfabetisk ordning[1][2]
- Ochsenheimeria Hübner, 1825
  - Ochsenheimeria algeriella Zagulajev, 1966
  - Ochsenheimeria baurella Zagulajev, 1966
  - Ochsenheimeria bisontella Zeller, 1846
  - Ochsenheimeria bubalella (Hübner, 1813)
  - Ochsenheimeria capella Möschler, 1860
  - Ochsenheimeria danilevskii Zagulajev, 1972
  - Ochsenheimeria distinctella Zagulajev, 1972
  - Ochsenheimeria glabratella Müller-Rutz, 1914
  - Ochsenheimeria hederarum Millière, 1874
  - Ochsenheimeria hugginsi Bradley, 1953
  - Ochsenheimeria kisilkuma Zagulajev, 1966
  - Ochsenheimeria lovyi Dumont, 1930
  - Ochsenheimeria mediopectinellus/mediopectinella (Haworth, 1828), Mörkspräcklig hornmal
  - Ochsenheimeria rupicaprella Mobius, 1935
  - Ochsenheimeria talhouki Amsel, 1949
  - Ochsenheimeria taurella ([Denis & Schiffermüller], 1775), Kohornsmal
  - Ochsenheimeria trifasciata Wocke, 1871
  - Ochsenheimeria urella Fischer von Röslerstamm, 1842, Uroxhornmal
  - Ochsenheimeria vacculella Fischer von Röslerstamm, 1842, Stråtakshornmal